# Crossopetalum filipes
Crossopetalum filipes là một loài thực vật có hoa trong họ Dây gối. Loài này được (Sprague) Lundell mô tả khoa học đầu tiên năm 1961.